# Detlef Irrgang
Detlef Irrgang (né le 27 mai 1966 à Finsterwalde dans le Brandebourg) est un footballeur allemand (à l'époque est-allemand) qui évoluait au poste d'attaquant.
Il devient ensuite homme politique, militant à la CDU.

## Biographie

### Carrière dans le football
Detlef Irrgang joue en faveur des clubs de l'Energie Cottbus et du Stahl Brandebourg.
Il joue 84 matchs en Oberliga, inscrivant 12 buts, et 100 matchs en 2. Bundesliga, pour 15 buts.

## Palmarès
Energie Cottbus
- Coupe d'Allemagne :
  - Finaliste : 1996-97.

- Championnat de RDA D2 :
  - Meilleur buteur : 1987-88 (25 buts).